# Alfredo Gollini
Alfredo Gollini (født 24. december 1881, død 22. april 1957) var en italiensk gymnast, som deltog i OL 1912 i Stockholm. 
Gollini stillede ved OL 1912 op i mangekamp i holdkonkurrencen. Holdkonkurrencen optrådte på OL-programmet første gang dette år, og her konkurrerede hold med mellem 16 og 40 gymnaster mod hinanden. Italienerne havde haft seks af de ti bedste i den individuelle konkurrence og vandt sikkert med 53,15 point, mens ungarerne på andenpladsen opnåede 45,45 point og briterne på tredjepladsen 36,90 point.